# Miles Monitor
Miles M.33 Monitor là một loại máy bay kéo bia bay của Anh, do hãng Miles Aircraft chế tạo ngay trước khi Chiến tranh thế giới II kết thúc.

## Biến thể
Monitor TT Mk I
Monitor TT Mk II

## Tính năng kỹ chiến thuật (TT.Mk.2)
Dữ liệu lấy từ The Hamlyn Concise Guide to British Aircraft of World War II
Đặc điểm tổng quát
- Kíp lái: 2
- Chiều dài: 47 ft 8 in (14,53 m)
- Sải cánh: 56 ft 3 in (17,15 m)
- Chiều cao: 14 ft 3 in (4,34 m)
- Diện tích cánh: 500 ft² (46,5 m²)
- Trọng lượng rỗng: 15.850 lb (7.189 kg)
- Trọng lượng cất cánh tối đa: 21.075 lb (9.559 kg)
- Động cơ: 2 × Wright Cyclone R-2600-31, 1.700 hp (1.268 kW)  mỗi chiếc

 Hiệu suất bay 
- Vận tốc cực đại: 287 knot (330 mph, 530 km/h) trên độ cao 15.000 ft (4.600 m)
- Vận tốc hành trình: 230 knot (265 mph, 426 km/h) trên độ cao 15.000 ft (4.600 m)
- Tầm bay: 2.391 nm (2.750 mi, 4.430 km)
- Trần bay: 29.000 ft (8.840 m)
- Tải trên cánh: 42,2 lb/ft² (206 kg/m²)
- Công suất/trọng lượng: 0,161 hp/lb (0,265 kW/kg)